# رهاو
رهاو (بالألمانية: Rehau) هي بلدة ألمانية تقع في ألمانيا في بافاريا. يقدر عدد سكانها بـ 9,872 نسمة .

## المدن التوأمة
مدينة بورغوان-جاليو هي مدينة توأمة لـرهاو.

## أعلام
- ايبرهارد بودنشاتز
- هانس غريم